# Material Girl
«Material Girl» es una canción interpretada por la cantante estadounidense Madonna. La compañía discográfica Sire Records la publicó el 30 de enero de 1985 como el segundo sencillo de su segundo álbum de estudio Like a Virgin (1984). También figura una remezcla de la misma en el grandes éxitos The Immaculate Collection (1990) y su versión original en Celebration (2009). Fue compuesta por Peter Brown y Robert Rans, mientras que Nile Rodgers la produjo. Madonna explicó que el concepto del tema era similar a la situación de su vida en aquel entonces; según ella, era provocativo y eso le gustaba.
«Material Girl» incorpora elementos de la música new wave y presenta numerosos arreglos de sintetizadores, además de una voz robótica masculina que repite el hook. La letra habla del materialismo y sobre una vida de riqueza y despreocupación, en contraposición al romance y las relaciones. Los críticos actuales y de aquel entonces han comentado frecuentemente que esta y «Like a Virgin» son las canciones que han hecho de Madonna un ícono. «Material Girl» tuvo un gran éxito a nivel comercial y alcanzó los cinco primeros puestos en Australia, Bélgica, Canadá, Irlanda, Japón y Reino Unido. Llegó al segundo puesto de la lista Billboard Hot 100 en Estados Unidos y se convirtió en su tercer sencillo en el top cinco de allí.
El video musical fue una imitación de la interpretación de Marilyn Monroe de la canción «Diamonds Are a Girl's Best Friend» en la película Los caballeros las prefieren rubias (1953). Las escenas de imitación se intercalan con otras, donde un director de Hollywood intenta ganar el corazón de una actriz, rol que Madonna también interpreta. En forma opuesta a la canción, la mujer no se impresiona por el dinero y los regalos costosos, sino que el director debe fingir ser pobre para lograr salir con ella. Algunos especialistas hicieron hincapié en la simbología del video y lo consideraron un medio para promover la imagen de la artista. Madonna ha interpretado la canción en cinco de sus giras y en la mayoría de las veces ha imitado la canción y el video.
Muchos artistas han hecho una versión de «Material Girl», que incluye a Britney Spears, The Chipettes y Hilary Duff. Figura en las películas Moulin Rouge! (2001) y Bridget Jones: The Edge of Reason (2004). Madonna ha dicho en varias ocasiones que se arrepentía de haber grabado la canción, dado que los medios comenzaron a usar la frase Material girl («chica material») como un apodo. Se ha considerado como una influencia autoafirmante para las mujeres y también ha sido objeto de debate.

## Contexto y composición

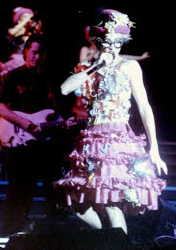
Madonna interpretando el popurrí de «Dress You Up», «Material Girl» y «Like a Virgin» en el Who's That Girl World Tour (1987)

Peter Brown y Robert Rans compusieron «Material Girl», mientras que Nile Rodgers la produjo. En 1986, Madonna dijo a la revista Company que si bien no había escrito la canción, el sentido de la letra y su concepto se aplicaba a su situación en aquel momento de su vida. Comentó al respecto: «Estoy muy centrada en mi carrera. Me atrae la gente que es ambiciosa en ese sentido, como en la canción "Material Girl". Me atraen los hombres que poseen cosas materiales porque eso es lo que paga las expensas y te consigue pieles. Es la seguridad que dura más que las emociones». En una entrevista de 2009 con Rolling Stone, Austin Scaggs le preguntó sobre sus primeras impresiones tras escuchar los demos de «Like a Virgin» y «Material Girl». La cantante contestó: «Me gustaron las dos porque eran irónicas y provocativas, pero diferentes a mí. No soy materialista y ten por seguro que no era virgen. Además, ¿cómo puedes ser como una virgen? Me gustaba el juego de palabras, creía que era ingenioso; tan callejero, tan genial».
«Material Girl» fue una de las primeras canciones de Madonna en incorporar música new wave y posee arreglos de sintetizadores y un pulso potente que la sostiene. También puede escucharse una voz masculina robótica que canta el hook Living in a material world («Viviendo en un mundo material»). Según la partitura publicada en el sitio Musicnotes.com por Alfred Publishing, la canción está en un compás de 4/4 y se interpreta a 120 pulsaciones por minuto. Está compuesta en la tonalidad de do mayor y la voz de Madonna abarca un registro de una octava, de do4 a do5. La progresión armónica básica de las estrofas es de do-si♭-la menor-do-fa-re menor-do y fa-sol-sol-la menor en el estribillo. La línea de bajo con sus influencias post-disco recuerda al tema de The Jacksons «Can You Feel It», que figuró en su álbum de 1980 Triumph. Además, las estrofas poseen una gran semejanza con «You Should Hear How She Talks About You» (1982), de Melissa Manchester. La letra explica que lo que Madonna busca es el dinero, ropas caras; es decir, una vida perfecta con un hombre que pueda pagar todas esas cosas materiales. Existe en ella una referencia directa al tema «Shop Around» (1960) de The Miracles. Se trata, además, de las relaciones en términos de capitalismo y ganancia, donde el romance se vuelve sinónimo de comerciar mercancías y partes. El título, polisémico al igual que la letra por entero, muestra la visión de Madonna en cuanto a lo que la mujer deseable y respetable debe ser.

## Recepción crítica
Tras su lanzamiento, «Material Girl» recibió en su mayoría críticas positivas. J. Randy Taraborrelli, en su biografía de la cantante, la llamó «casi new wave» y elogió su «gran melodía y letras irónicas, casi semi biográficas, sobre el amor de una chica por el dinero». Stephen Thomas Erlewine de Allmusic comentó que era «una afirmación definitiva». Añadió que, junto con «Like a Virgin», fueron las canciones que hicieron de Madonna un ícono y que las dos hacían sombra al resto del álbum Like a Virgin «porque son la combinación perfecta entre la temática y el sonido». Rikky Rooksby, en su libro The Complete Guide to the Music of Madonna, comparó la canción con las de Cyndi Lauper debido a la voz aguda de Madonna. Añadió que era «una sátira mordaz en referencia a los jóvenes impulsivos de la época de Reagan y Thatcher, lo que demuestra que la música pop y la ironía no combinan». Para Santiago Fouz-Hernández, autor de Madonna's Drowned Worlds, «Material Girl» es la canción que mejor representa el estilo inicial de Madonna, y que su «voz de niñita» hizo que la ironía del tema fuese aún más efectiva. Debby Miller de Rolling Stone consideró que retrataba a Madonna como una mujer más práctica que otras cantantes anteriores. Michael Paoletta de Billboard comentó que la canción tenía «un ímpetu febril de dance rock». De la misma publicación, Denise Warner escribió que «logra celebrar vertiginosamente y criticar el exceso superficial de nuestra cultura, todo con un inolvidable estribillo con staccato que nos recuerda exactamente en qué mundo vivimos». Del portal Medium, Richard LeBeau escribió que si bien «las letras pueden ser inmaduras y anticuadas, permanece como una de las canciones más icónicas de la década de 1980 por una razón: su brillante sonido pop».
| No hay mejor testimonio de la naturaleza holística del trabajo de Madonna que «Material Girl» [...] Una contagiosa canción pop salpicada por un hipo aniñado que la cantante usa y unos divertidos sintetizadores por parte del productor Nile Rodgers. El hecho de que sea conocida para siempre como la Chica Material es, asimismo, un testimonio de la persistente incapacidad —o negación— de la prensa de reconocer la ironía en casi todo lo que [ella] hace. —Sal Cinquemani, de la revista Slant, comentando sobre «Material Girl» en el conteo que ordenó todos sus sencillos, donde figuró en la posición 24. |

Dave Karger de Entertainment Weekly consideró que era un poco repetitiva e inmadura en comparación con los trabajos más actuales de la artista, y Jim Farber, del mismo medio, opinó que daba a los críticos elementos para atacar el trabajo la cantante. En 2018, Chuck Arnold, también de Entertainment Weekly, dijo que era un «éxtasis puro del synth pop ochentero». Por su parte, Sal Cinquemani de la revista Slant comentó que Madonna había «definido una generación con éxitos como "Material Girl"». Matthew Jacobs, del Huffington Post, declaró que era «un éxito sustancial que hoy en día está más asociado con el apodo que le dio a la intérprete». Lo colocó en la novena posición del conteo de los mejores sencillos de Madonna. Alfred Soto de Stylus Magazine lo comparó con «Everything She Wants» de Wham!. Nancy Erick, de la misma revista, afirmó que «la cantante y el equipo conquistan una vez más con su combinación irresistible de hooks pop nuevos y ya utilizados». En 2003, la revista Q invitó a los admiradores de Madonna para seleccionar sus veinte mejores sencillos de todos los tiempos y «Material Girl» figuró en el puesto 15. Marcel Danesi opinó en Popular Culture: Introductory Perspectives que el tema y «Dress You Up» «ridiculizan y apoyan la popular visión implícita de [las] mujeres como objeto de voyeurismo».
Sebas E. Alonso, del sitio web español Jenesaispop, destacó a «Material Girl» como uno los mejores temas del álbum Like a Virgin y opinó: «Si hay algo que diferencia a Madonna de otras cantantes de éxito es el modo en el que hace de sus títulos grandes declaraciones de intenciones. No sólo canta sobre bailar y enamorarse, sino que sabe convertir cosas tan peregrinas como el orgullo capitalista ("Material Girl") en afirmaciones rotundas e himnos pop». En marzo de 2008, lo ubicó en la sexta posición de su lista de sus cuarenta mejores temas y señaló que gracias a la melodía y a la temática de la canción «la han hecho un clásico imprescindible del arte pop». Diez años después, el mismo autor volvió a incluirlo en el séptimo lugar de los 60 mejores de la artista, en conmemoración por su 60.º cumpleaños; al respecto, declaró que funcionaba «porque, como "Like a Virgin", acompaña a una melodía de 10/10 una grabación de 10/10 y una interpretación que sonaba deliberadamente tonta, cuando ya se iba viendo poco a poco que de tonta no tenía un pelo». Francesco Falconi la llamó «irónica y agradable» y «menos agresiva y más lustrada (que "Like a Virgin")».
De la edición española de Vanity Fair, Guillermo Alonso opinó que «nada define mejor la era Thatcher/Reagan que la voz pitufa de Madonna (aquí parece su rival Cyndi Lauper, más que ella misma) en un canto a la artificialidad que llegó a lamentar cuando el título de este tema se convirtió en su más famoso mote». Louis Virtel, de NewNowNext, elogió su «guiño de decadencia y sensación de coquetería sarcástica». Nicole Hogsett, contribuidora y editora del sitio Yahoo!, opinó que se trataba de «su canción más divertida y frenética», y destacó los «lindos y femeninos chillidos» de la cantante. Nolan Feeney, de Billboard, dijo que es, después de «Like a Virgin», el más grande éxito de Madonna de la década de 1980; escribió: «Si no se toma tan literalmente, [en "Material Girl"] se puede encontrar un retrato exacto de Madonna: una mujer inteligente que sabe exactamente lo que quiere y que no tolerará las tonterías de nadie». De la misma publicación, Chuck Arnold la consideró la segunda mejor canción de Like a Virgin y escribió: «Mucho antes de que Madame X entrara en la conciencia pública, esta fue la melodía que acuñó el apodo más famoso de Madonna. Al igual que con muchos de sus sencillos clásicos de los 80, es difícil separar la canción del video. [...] Este fue el verdadero comienzo de la ambición rubia. Es posible que la canción en sí no haya envejecido tan bien como otros de sus trabajos iniciales, pero este éxito número 2 del Hot 100 sigue siendo perfección synth pop». Will Lavin, del sitio web Joe, la incluyó en el octavo puesto de sus diez mejores pistas y dijo que era «divertida, alegre [y] bailable», así como una de sus primeras canciones «características». El periódico digital Hoy Bolivia sostuvo que «Madonna hace una crítica al clasismo y termina diciendo que nada de eso la impresiona: otro sarcástico juego que le hace al estrellato». Para Ed Masley, de The Arizona Republic, «no hay nada en esta canción que sugiera que se debe tomar en serio, y mucho menos las voces de fondo que cantan robóticamente. [...] La sátira rara vez se sirve de manera tan descarada».

## Recepción comercial
La canción debutó en el Billboard Hot 100 en el puesto número 43, el 9 de febrero de 1985, cuando «Like a Virgin» descendía de los diez primeros. Un mes después, quedó en el quinto puesto, y, finalmente, pasó dos semanas en la segunda posición, entre la canción de REO Speedwagon «Can't Fight This Feeling» y «One More Night» de Phil Collins. Con el paso de las semanas, pasó al puesto número tres y el siguiente sencillo de Madonna, «Crazy for You», alcanzó el número cuatro. En ese momento, la artista tenía dos canciones simultáneamente en el top cinco. «Material Girl» llegó a la cima en el conteo Dance Club Songs y al 49 en Hot R&B/Hip-Hop Songs. También ocupó el puesto número 58 en la lista anual de 1985, lo que convirtió a Madonna en la artista pop favorita en ese año. En la lista canadiense RPM debutó en el puesto 76, el 16 de febrero de 1985. Después de cinco semanas, alcanzó el cuarto lugar y se mantuvo un total de veintiún semanas. Además, se ubicó en el 46 en la lista de fin de año.
En Australia, la canción llegó al puesto cuatro. En Reino Unido, debutó en la lista UK Singles Chart en la posición 24 el 2 de marzo de 1985 y alcanzó su máxima posición en el puesto tres. Se mantuvo en la lista diez semanas. El tema recibió un disco de platino, otorgado por la British Phonographic Industry, por la venta de 600 000 unidades. En Europa, estuvo entre las diez primeras posiciones en Austria, Bélgica, Irlanda, Países Bajos, España y figuró en la lista Eurochart Hot 100 Singles, mientras que alcanzó el top 40 en Alemania, Italia y Suiza. Por último, en Nueva Zelanda llegó a los cinco mejores. Bill Lamb, de About.com, colocó al tema en el cuarto puesto en Top 40/Pop de la cantante.

## Video musical

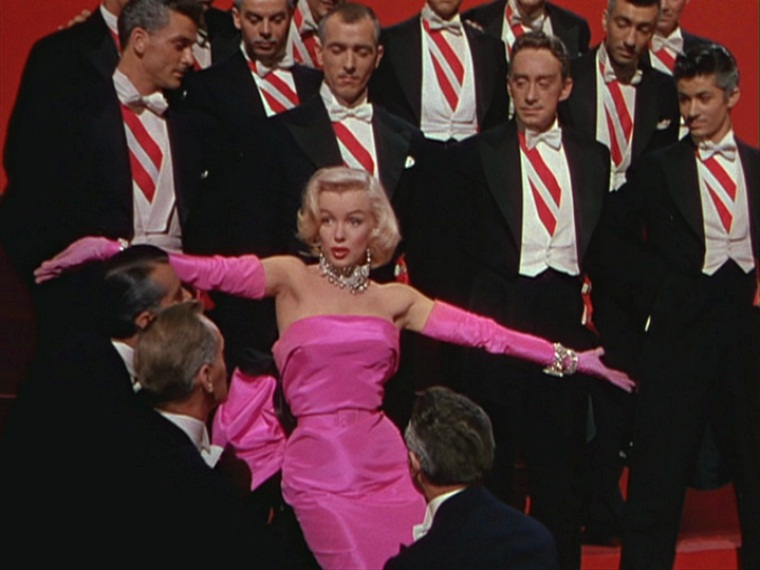
Escena de la película Los caballeros las prefieren rubias, parodiada por Madonna en el video de la canción

El video musical se inspiró en la admiración de Madonna hacia Marilyn Monroe y consiste en una imitación de la interpretación de «Diamonds Are a Girl's Best Friend», de la película Los caballeros las prefieren rubias (1953). El actor Keith Carradine figuró en el video, en el rol del amante de Madonna. Esta producción fue la primera en mostrar el talento histriónico de la artista, al combinar las coreografías de «Diamonds Are a Girl's Best Friend» y la trama en la que un hombre le regala flores, en vez de diamantes. En una entrevista de 1987 con el New York Daily News, afirmó:

«Bueno, mi escena favorita de todas las películas de Monroe es cuando hace esa coreografía en "Diamonds Are a Girl's Best Friends" y cuando llegó el momento de hacer el video para la canción, me dije que podríamos simplemente rehacer la escena y sería perfecto. [...] Marilyn era algo inhumana en cierta forma y puedo imitar eso; su sexualidad era una fuente de obsesión para todos y yo también puedo con eso. Además, hay ciertas cosas que no se conocen sobre su vulnerabilidad que me dan curiosidad y me atraen».

El video se filmó el 10 y 11 de enero de 1985 en los Ren-Mar Studios en Hollywood, California y Mary Lambert —quien trabajó con Madonna en «Like a Virgin» y «Borderline»— lo dirigió. Simon Fields lo produjo, Peter Sinclair fue el fotógrafo principal, la edición estuvo a cargo de Glenn Morgan y las coreografías, en manos de Kenny Ortega. El actor Robert Wuhl figuró en la primera escena. Se consideró que el video fue una interpretación y a la vez una crítica sobre la letra y la misma Madonna. Fue durante el rodaje del video que la artista conoció a su primer marido, Sean Penn.
El video comienza con dos hombres mirando una proyección en las pantallas de un estudio de Hollywood. Allí, una actriz baila y canta «Material Girl», vestida como Monroe en «Diamonds Are a Girl's Best Friend». Uno de los hombres, rol de Carradine, es inmensamente rico y, al enamorarse de Madonna, desea expresarle sus sentimientos. Le dice a su empleado, interpretado por Wuhl: «Es fantástica, podría ser una estrella», a lo que contesta: «Podría ser, sería una gran estrella». El primero concluye: «Es una estrella, George». Madonna usa un vestido rosa sin mangas y usa su cabello rubio con rizos al estilo de Monroe. El contexto es una reconstrucción de la actuación de la actriz, con una escalinata, candelabros y un coro de hombres vestidos de gala. Madonna baila y canta la canción y se la ve con dinero, joyas caras, pieles y los hombres la llevan por las escaleras. En un momento, aparta de sí a un hombre que mira a su escote golpeándole con un abanico cerrado. A medida que el productor intenta impresionar a Madonna, descubre que no está interesada en las cosas materiales, sino que simplemente desea un romance. Él finge ser pobre, le lleva flores cortadas a mano y paga para conseguir una camioneta usada con el fin de llevar a Madonna a una cita. Su plan finalmente funciona, dado que la última escena los muestra besándose en el vehículo.
Fue en el video de «Material Girl» que Madonna comenzó a aceptar y sacar provecho de que la comparen con Monroe. Sin embargo, estableció una distancia segura de aquellas comparaciones y desarrolló el mismo estilo. Detalles, como el uso de dos guantes distintos o abanicos en el video fortalecieron la conexión entre sus figuras, pero Madonna hizo alusión a ella de forma sutil. El abanico de Monroe del video original presenta una imagen del Sudarsaná chakrá, sostenido por el dios hindú Vishnú. Georges-Claude Guilbert, autor de Madonna as postmodern myth: how one star's self-construction rewrites sex, comentó que el abanico simboliza el deseo abrasador alrededor de Monroe, así como el sacrificio ritual, una suerte de presagio de su muerte temprana. El abanico de Madonna, que se ve al final, significaría que Madonna, en su tributo a Monroe, indica que no quiere ser una víctima como ella y que estaba en camino de convertirse en un mito feminista posmoderno. El escritor Nicholas Cook comentó que el video hacía ver que la imagen de Madonna era la sugerida en la canción, con el propósito de llevarla «de [ser] una niña bonita a una auténtica estrella». Lisa A. Lewis, autora de Gender, Politics and MTV, dijo que en el video, Madonna logró la distinción inusual de ser una palabra que aparece frecuente en la literatura musical. «Material Girl» recibió una nominación en la categoría de mejor video femenino en los MTV Video Music Awards de 1985, pero perdió ante «What's Love Got to Do with It», de Tina Turner. Además, se ubicó en la posición 54 de la lista de VH1 de los cien mejores videos.

## Versiones de otros artistas

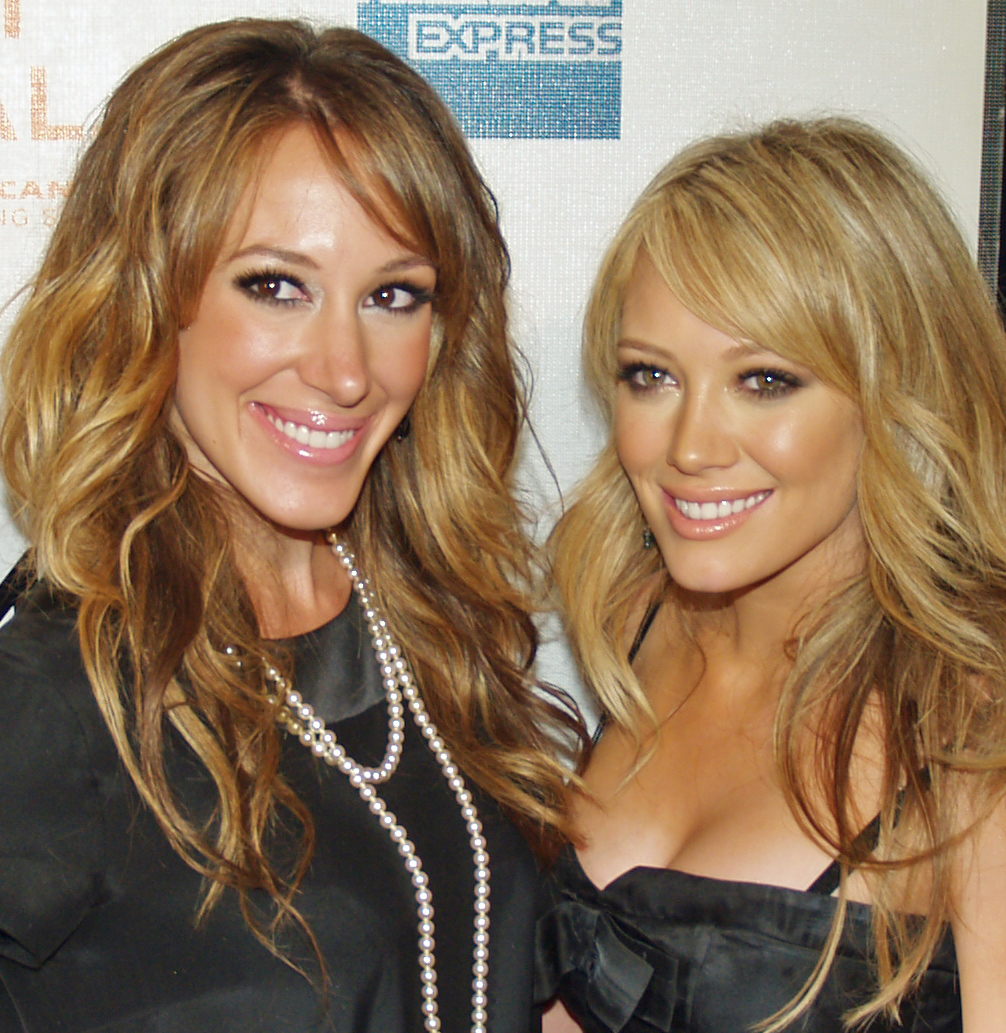
Las hermanas Haylie (izquierda) y Hilary Duff (derecha) versionaron el tema

Varios artistas hicieron una versión de «Material Girl», además de que se le utilizaron samples en algunas canciones y se la incluyó en algunas películas y videojuegos. La cantante de cantopop Sally Yeh interpretó el tema en chino cantonés bajo el título «Two Hundred Degrees (200度)». La serie de televisión infantil estadounidense Sesame Street hizo una parodia, con una letra totalmente diferente titulada «Cereal Girl» en 1989. Su video musical trata de una monstruo que, tras probar un tazón de cereal, comienza a gustarle.
The Chipettes interpretaron una versión en el programa televisivo de 1985 Alvin and the Chipmunks. En 1998, se usó un sample de «Material Girl» en la canción «If You Buy This Record (Your Life Will Be Better)» de la banda italiana de dance The Tamperer featuring Maya. La banda de música industrial KMFDM versionó el sencillo para su álbum tributo Virgin Voices: A Tribute To Madonna: Vol 1. El mismo año, la cantante estadounidense Britney Spears la cantó en su gira ...Baby One More Time Tour (1999), donde calificó a Madonna y a la cantante Janet Jackson como sus dos grandes influencias. La banda de death metal Exhumed lo versionó como parte de la edición limitada de su disco Platters of Splatter (2004). La banda estadounidense Richard Cheese and Lounge Against the Machine interpretó la canción en un estilo lounge para su álbum I'd Like a Virgin (2004).
La cantante estadounidense Hilary Duff y su hermana, Haylie, versionaron a «Material Girl» para el comienzo de la película Material Girls (2006), protagonizada por ambas. Timbaland produjo esta versión y el rapero estadounidense Lil Jon la hizo originalmente, mientras que la versión que se lanzó Dead Executives la produjo. De acuerdo con Haylie, la canción iba a ser puesta a la venta como sencillo, pero no hubo tiempo para rodar un video musical. La cantante islandesa Hafdís Huld interpretó la canción en el Secret Garden Festival y en The Big Chill en el verano de 2007. El 16 de mayo de 2009, en su concierto de ventas agotadas en el auditorio Nacional de México, la cantante mexicana, Yuridia cantó su propia versión de «Material Girl». Una versión avant-garde/folk rock de Mountain Party se incluyó en el álbum recopilatorio y tributo a Madonna Through the Wilderness (2007). La canción «Marteria Girl» de la rapera alemana Marteria utiliza samples de «Material Girl» en el coro.
El sencillo era parte un popurrí con «Sparkling Diamonds» y «Diamonds Are a Girl's Best Friend» en la película Moulin Rouge! (2001). En la película Bridget Jones: The Edge of Reason (2004), se la usó en la escena donde el personaje Bridget sale de una cárcel tailandesa. El juego de ritmo de Nintendo DS, Elite Beat Agents (2006) contiene en uno de sus niveles una versión del tema. El nivel sigue a famosos por ser famosos atrapados en una isla desértica. También apareció en el videojuego Karaoke Revolution Party y en Wii Music de Nintendo, un videojuego de música de 2008 para la consola Wii. En 2010, el pianista británico Elton John lo versionó con «Like a Virgin» en el Rainforest Fund Benefit Concert.

## Legado

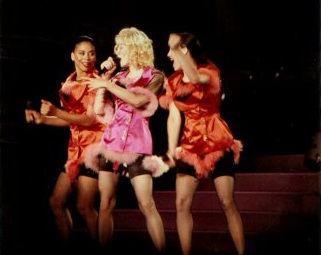
Madonna interpretando «Material Girl» en su gira Blond Ambition World Tour de 1990, con sus coristas y bailarinas Niki Haris y Donna De Lory

Tras su lanzamiento, la frase material girl («Chica material») se convirtió en un apodo de Madonna, usado por décadas. Se destacó que «Material Girl» es una de las canciones que más lamentó grabar, debido a estos motivos. También dijo que si lo hubiera sabido, probablemente nunca la hubiera grabado. Tras filmar el video musical, Madonna dijo que nunca buscó ser comparada con Monroe, a pesar de haber imitado a dicho ícono de Hollywood y recrear muchas de las poses emblemáticas de Marilyn para varias sesiones de fotos, como para una edición Vanity Fair de 1991. Reflexionando en el tema, Madonna le dijo al autor J. Randy Taraborrelli:

«No puedo despreciar por completo el video y la canción porque ciertamente fueron importantes para mi carrera. Pero también están los medios, que se quedaron con sólo una frase y malinterpretaron todo, a su vez. Yo no compuse esa canción, como sabrás, y el video era sobre cómo una chica rechazaba los diamantes y el dinero. Pero la ironía sutil debería entenderse, por Dios. Así que cuando tenga noventa años, seguiré siendo la "chica material", creo que no está tan mal. Lana Turner fue la "chica del suéter" (Sweater Girl) hasta el día de su muerte».

Los académicos calificaron el uso del término material como extraño porque, de acuerdo con ellos, materialistic («materialista») es la palabra correcta. Sin embargo, eso hubiera sido entendido como problemas en la rima de la canción. Guilbert comentó que material girl («Chica material») designa un segundo tipo de mujer liberada, en contraposición al concepto de una chica que es tangible y accesible. Cook dijo que el signicado e impacto de este término se debía más a la canción que al video. Su influencia se vería después en la oposición entre diversos grupos, tales como mujeres contra hombres, gais contra heterosexuales y profesores contra adolescentes.
En 1993, se hizo una conferencia en la Universidad de California en Santa Bárbara, que tuvo como título Madonna: Feminist Icon or Material Girl?. La conferencia se centró en la dualidad de Madonna, vista como ícono femenino y a su vez, como la «chica material» y se dedujo que no era sencillo decidir cuál de las dos se le aplicaba. Algunos feministas presentes abandonaron el lugar diciendo que no habían logrado formarse una opinión. Cuando el concepto de la nueva era se popularizó en Estados Unidos a finales de 1990, Madonna trató de rehuir de la etiqueta de «chica material» y se embarcó en su propia búsqueda espiritual. Diarios y revistas como The Times y The Advocate la llamaron la «chica etérea» y la «chica espiritual», respectivamente.

## Presentaciones en directo

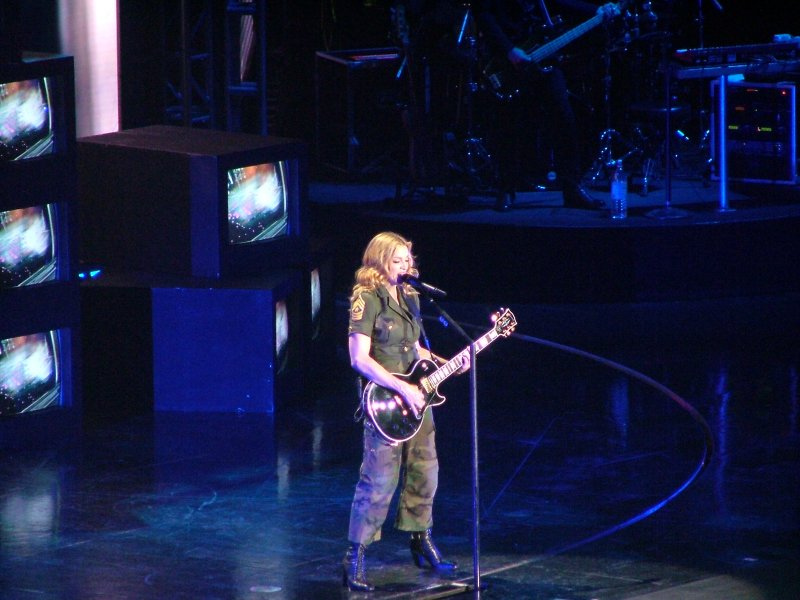
Madonna interpretando «Material Girl» en su gira Re-Invention World Tour de 2004

Madonna interpretó «Material Girl» en cinco de sus giras. En The Virgin Tour de 1985, la interpretó como la canción final del concierto, donde Madonna realizó una parodia de ella misma. Usó un top blanco, junto con una pollera apretada del mismo color y un brazalete en la mano izquierda. Al final de la actuación le preguntó al público: «¿En serio creen que soy una chica material? No lo soy, tomen [arrojando dinero falso]. No necesito dinero, necesito amor». Mientras se iba quitando la ropa, un actor haciendo de su padre la agarraba y la echaba del escenario. En Detroit, el mismo Tony Ciccone interpretó este rol. La actuación se incluye en la versión en VHS Madonna Live: The Virgin Tour. En su gira Who's That Girl World Tour de 1987, Madonna la cantó como parte de un popurrí en el que se incluía también «Dress You Up» y «Like a Virgin». Usó para la ocasión un traje elaborado e inspirado en Edna Everage, que consistía en un sombrero adornado con fruta de plástico, flores y plumas, un par de gafas con joyas y marcos negros gigantes, una pollera arrugada y una camiseta cubierta con objetos como relojes, muñecas y anzuelos. La escritora Carol Clerk comentó que el traje «era más bien ridículo para Madonna, en vez de humorístico». Se pueden hallar dos interpretaciones diferentes en formato video: Who's That Girl – Live in Japan, filmado en Tokio el 22 de julio de 1978, y Ciao Italia: Live from Italy, rodado en Turín el 4 de septiembre de 1987.

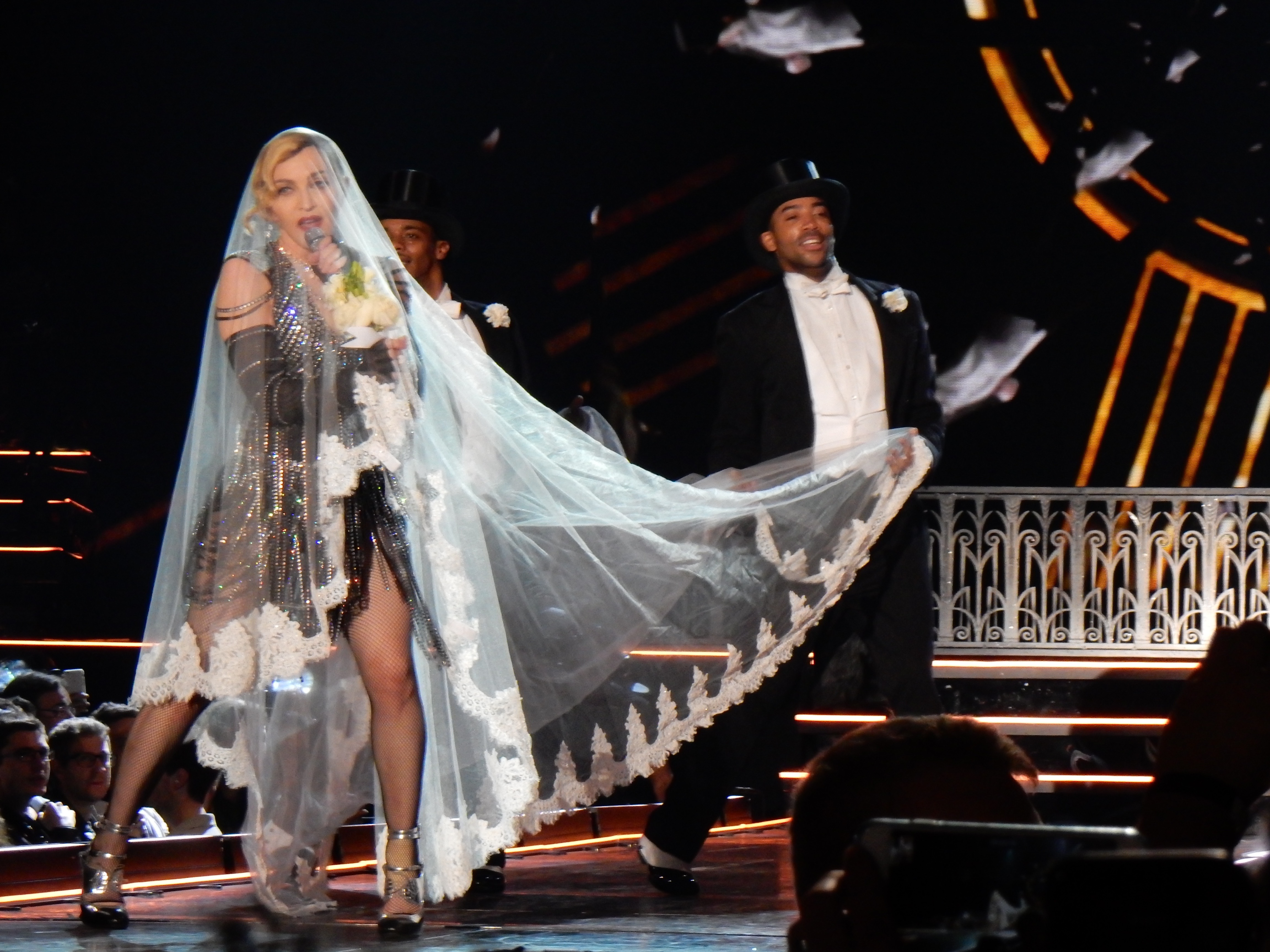
Madonna, vestida con un velo de novia blanco, interpretando «Material Girl» durante uno de los conciertos de la gira Rebel Heart Tour, de 2015-2016

Para su gira Blond Ambition World Tour de 1990, Madonna y sus coristas Niki Harris y Donna De Lory se vistieron como ancianas con batas de baño y ruleros en sus cabellos. Luego, se los quitaban y mostraban los vestidos rosas con símbolos de dólares que usaban abajo, mientras Madonna cantaba el tema con un acento del medio oeste muy marcado. En algunos conciertos, Madonna reemplazó las palabras Experience has made me rich («La experiencia me ha hecho rica») por Experience has made me a bitch («La experiencia me ha hecho una perra»). Al terminar, arrojó billetes falsos al público, que sacó de su corsé. Se grabaron y se lanzaron en video dos interpretaciones diferentes: la llamada Blond Ambition – Japan Tour 90, de Yokohama (Japón) el 27 de abril de 1990, y la conocida como Blond Ambition World Tour Live, filmada en Niza el 5 de agosto del mismo año. Durante la gira Re-Invention World Tour, en 2004, se decidió un programa donde los ensayos para cada espectáculo comenzarían con «I'm So Stupid» de American Life (2003), «Dress You Up» y «Material Girl», aunque luego las dos primeras se descartaron de los conciertos. Tras esto, «Material Girl» se eligió como el tema de cierre del segmento militar del espectáculo y se la arregló como una canción tocada en guitarra eléctrica. Madonna usó ropas con una temática militar y cantó la canción frente a un micrófono, con la guitarra colgada. Mientras tanto, las pantallas mostraban ecuaciones matemáticas, junto con espirales de ADN.
En la gira Sticky & Sweet Tour de 2008, la cantante lo interpretó en los bises en Detroit y Miami. Madonna usó samples del tema y de «Give it 2 Me» durante la presentación de «Girl Gone Wild» de su álbum MDNA (2012) en su gira The MDNA Tour. «Material Girl» también formó parte de la última sección del Rebel Heart Tour (2015-2016). Aquí, Madonna trabajó con el diseñador Jeremy Scott en trajes inspirados en la fiesta. Ella quería un estilo «jovencita flapper de Harlem visita París en los años veinte», y Scott creó el vestido final, adornado con miles de cristales de Swarovski. Tras interpretar una versión jazz de su sencillo «Music» (2000), Madonna daba inicio a «Material Girl» en una temática similar a la del videoclip. Al final, cambió la coreografía e hizo que sus bailarines, que posaban como pretendientes, se tiraran por las escaleras. La interpretación finalizaba con la cantante bajando por la pasarela con un velo de novia y llevando un ramillete blanco, que al final lanza a la multitud. Don Chareunsy, de Las Vegas Sun, dijo que se trató de una actuación «reinventada, fuerte, creativa y simplemente muy divertida». Una actuación de «Material Girl» en esta gira se incluyó en el quinto álbum en directo de Madonna, Rebel Heart Tour, publicado en 2017.

## Formatos y remezclas
| 7"  |                                        |          |  |
| N.º | Título                                 | Duración |  |
| 1.  | «Material Girl» (versión del álbum)    | 4:00     |  |
| 2.  | «Material Girl» (Extended Dance Remix) | 6:05     |  |
| 3.  | «Material Girl» (versión del video)    | 4:43     |  |
| 4.  | «Material Girl» (remasterizado)        | 3:50     |  |

| 7"  |                 |          |  |
| N.º | Título          | Duración |  |
| 1.  | «Material Girl» | 4:00     |  |
| 2.  | «Pretender»     | 4:28     |  |

| CD  |                                        |          |  |
| N.º | Título                                 | Duración |  |
| 1.  | «Material Girl» (Extended Dance Remix) | 6:10     |  |
| 2.  | «Into the Groove»                      | 4:45     |  |
| 3.  | «Angel» (Extended Dance Mix)           | 6:14     |  |

| 12" |                                        |          |  |
| N.º | Título                                 | Duración |  |
| 1.  | «Material Girl» (Extended Dance Remix) | 6:05     |  |
| 2.  | «Pretender»                            | 4:28     |  |

## Créditos
- Madonna: voz, coros
- Peter Brown: compositor
- Robert Rans: compositor
- Nile Rodgers: producción, guitarra, Synclavier II, Juno-60
- Bernard Edwards: bajo
- Tony Thompson: batería
- Curtis King: coros
- Frank Simms: coros
- George Simms: coros
  - Créditos adaptados de las notas del álbum.[1]

## Posicionamiento en listas
| País (Lista 1985)                      | Posición más alta |
| -------------------------------------- | ----------------- |
| Alemania (Offizielle Deutsche Charts)  | 13                |
| Australia (Kent Music Report)          | 4                 |
| Austria (Ö3 Austria Top 40)            | 8                 |
| Bélgica Flandes (Ultratop)             | 4                 |
| Canadá (RPM)                           | 4                 |
| España (PROMUSICAE)                    | 1                 |
| Estados Unidos (Billboard Hot 100)     | 2                 |
| Estados Unidos (Dance Club Songs)      | 1                 |
| Estados Unidos (Hot R&B/Hip-Hop Songs) | 49                |
| Europa (Eurochart Hot 100 Singles)     | 5                 |
| Francia (SNEP)                         | 47                |
| Irlanda (IRMA)                         | 3                 |
| Italia (FIMI)                          | 18                |
| Nueva Zelanda (Recorded Music NZ)      | 5                 |
| Países Bajos (Single Top 100)          | 7                 |
| Reino Unido (UK Singles Chart)         | 3                 |
| Suiza (Schweizer Hitparade)            | 15                |

| País (Lista 1985)                  | Posición |
| ---------------------------------- | -------- |
| Canadá (RPM)                       | 46       |
| Estados Unidos (Billboard Hot 100) | 58       |
| Italia (FIMI)                      | 75       |
| Países Bajos (Single Top 100)      | 57       |

## Certificaciones
| País (organismo certificador) | Certificación | Unidades certificadas |
| ----------------------------- | ------------- | --------------------- |
| Reino Unido (BPI)             | Platino       | 600 000               |